# دامنة (إستبهان)
دامنة (بالفارسية: دامنه) هي قرية تقع في منطقة رونيز في إيران. يقدر عدد سكانها بـ 379 نسمة بحسب إحصاء 2016.